# Benz & Cie.

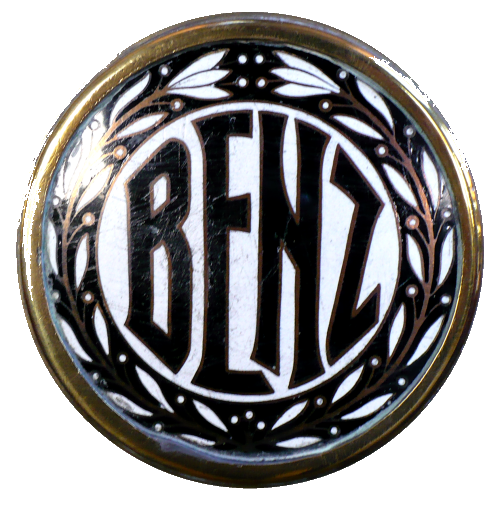
Logo Benz

Benz & Cie. byla německá strojírenská firma a automobilka, založená v roce 1883 v Mannheimu. Později vyráběla automobily i v továrnách v Mannheimu-Waldhofu a Gaggenau.

## Historie firmy

### Benz & Cie. Rheinische Gasmotorenfabrik Mannheim

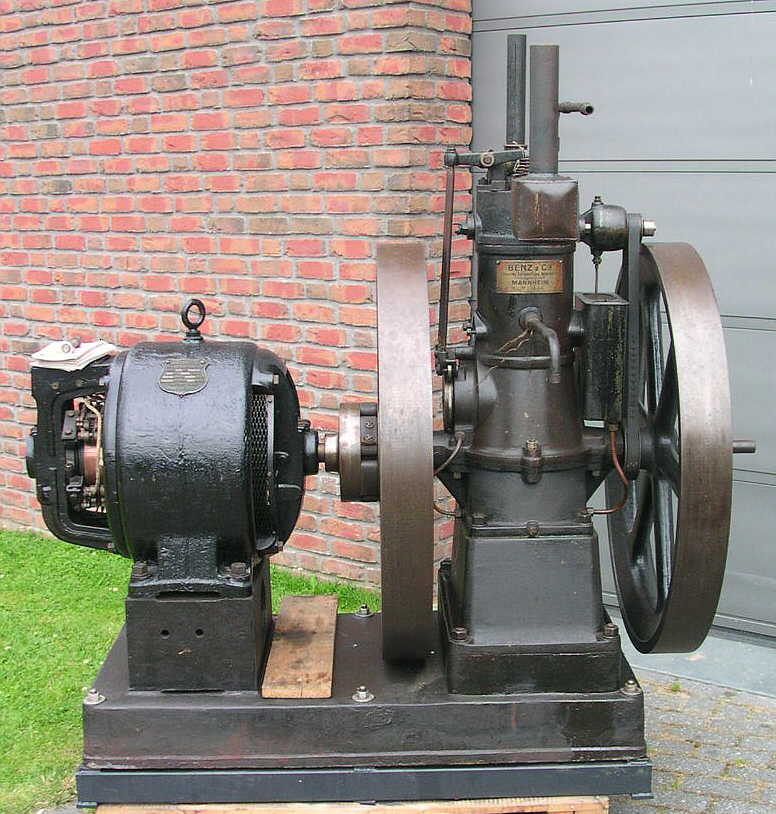
Stacionární motor Benz

Inženýr Carl Benz, který v roce 1879 vyvinul svůj první funkční dvoudobý spalovací motor, opustil v roce 1883 svou firmu „Mannheimer Gasmotorenfabrik“. 1. října stejného roku založil s obchodníky Maxem Casparem Rose a Friedrichem Wilhelmem Eßlingerem společnost „Benz & Cie. Rheinische Gasmotorenfabrik in Mannheim“. Za první čtyři měsíce vyrobila a prodala nová firma více než 800 stacionárních motorů.
V roce 1886 si nechala společnost patentovat nový, tříkolový vůz Benz Patent-Motorwagen Nummer 1, poháněný ligroinem. Tím se firma Benz & Cie. stala prvním výrobcem automobilů v Německu. V rychlém sledu vznikla další tří a čtyřkolová vozidla. Zatímco Benz & Cie. vyráběla podvozky a motory, mannheimská kolářská dílna Kalkreuther dodávala většinu nástavby a karoserií. Dvoudobých motorů v roce 1886 vzniklo 80, do roku 1891 jich bylo vyrobeno 500, z čehož byla velká část exportována.
V roce 1890 společnost opustili oba společníci Rose a Eßlinger. Novými Benzovými společníky se stali Friedrich von Fischer a Julius Ganß, kteří, stejně jako Benz, viděli budoucnost ve výrobě automobilů. O rok později za pomoci čepů náprav opět vylepšil Benz řízení a zavěšení kol svých vozidel.
V letech 1887 až 1899 vzrostl počet zaměstnanců ze 40 na 430. Do roku 1893 vzniklo jen 69 vozidel, do přelomu století firma celkem vyrobila 1709 vozů.

### Akciová společnost

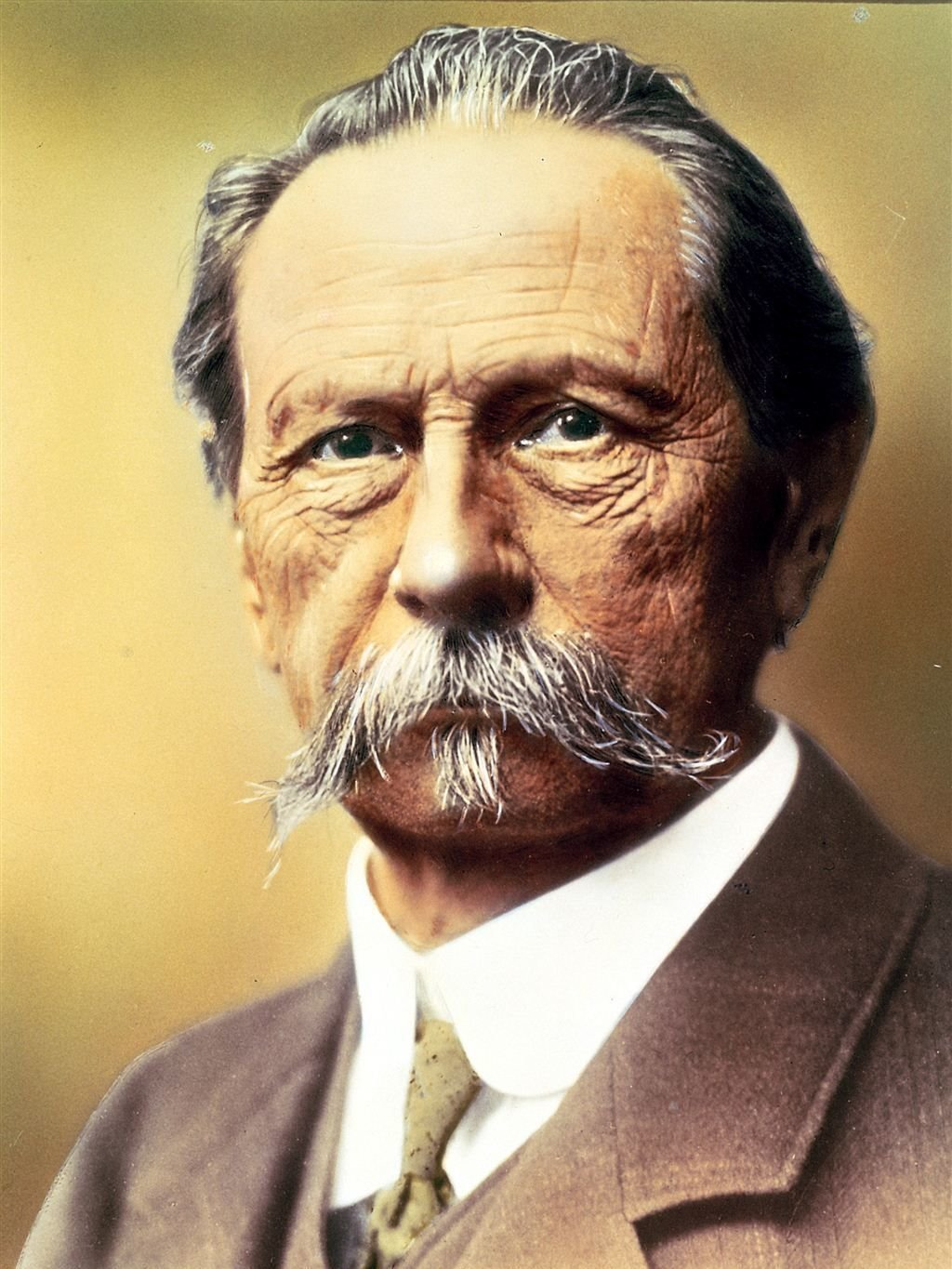
Carl Benz v roce 1903 své aktivity ve firmě opět utlumil (kolorovaná fotografie z pozdějších let)

V roce 1899 se Benz & Cie. (nebo jak je zmiňováno v některých zdrojích Benz & Co.) změnila na „Benz & Cie. AG“; ve vedení nové akciové společnosti se stali majoritní vlastníci Benz a Ganß.
V novém století se majitelé rozhodli pro stavbu nové továrny koupit pozemky na mannheimském předměstí Waldhof, prodeje vozů však šly drasticky dolů. Nejdůležitější konkurent, firma Daimler-Motoren-Gesellschaft ve Stuttgartu vyráběla modernější vozy Mercedes v té době v největší továrně na světě a převzala i velkou část trhu. Julius Ganß zaměstnal francouzského konstruktéra Mariuse Barbarou, podle jehož plánů měla urychleně vzniknout nová modelová řada. Ta měla nahradit zastarávající Benzovu konstrukci a na trh byla uvedena pod jménem „Parsifal“. „Nejstarší a největší speciální továrna světa na výrobu motorových vozů“ – jak sebe sama Benz & Cie. inzerovala v roce 1902, nabízela následující modely: 4½, 6, 10, 12, 15 a 20 PS. Bylo vyrobeno celkem 3600 vozidel.
Barbarou byl na veřejnosti prezentován jako konstruktér nových vozů Benz, což Carla Benze rozhněvalo natolik, že se v roce 1903 stáhl z aktivit ve firmě. Nová modelová řada však situaci firmy nijak zásadně nezlepšila a tak v roce 1904 Ganß a Barbarou společnost opustili a Benz se opět stal předsedou správní rady.
Noví společníci Georg Diehl a Fritz Erle zaměstnali nového konstruktéra Hanse Nibela a ponechali mu volnou ruku k celkovému přepracování modelové řady. To přineslo v roce 1905 potřebný komerční úspěch, převážně s vozy vyšší a luxusní třídy. Světové proslulosti dosáhly i závodní vozy firmy Benz & Cie. Nejznámějším modelem byl typ Blitzen-Benz z roku 1909. Automobil s motorem o objemu 21,5 litru a výkonu 200 koní (147 kW) překonal jako první vozidlo na světě rychlost 200 kilometrů v hodině. V té době byl Blitzen-Benz rychlejší než soudobá letadla a lokomotivy. V roce 1911 ustanovil rychlostí 228,1 km/h rychlostní rekord, který nebyl až do roku 1919 překonán.

### Továrny Gaggenau a Waldhof

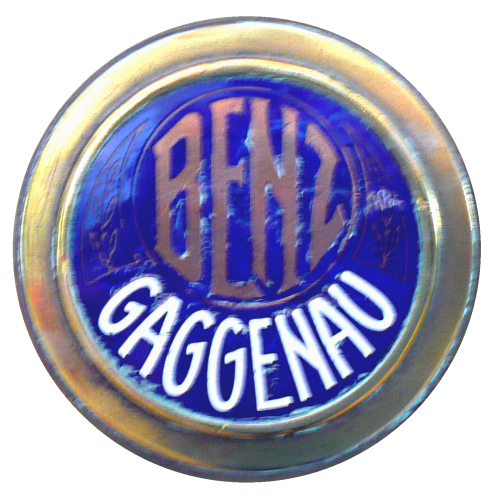
Logo Benz Gaggenau

Společnost Benz & Cie. rozpoznala svou další šanci ve výrobě nákladních automobilů, což v mannheimské továrně nebylo možné. Proto od roku 1907 spolupracovala s firmou Süddeutsche Automobil-Fabrik Gaggenau GmbH v Gaggenau, jejíž výrobní prostory o dva roky později převzala celé. Süddeutsche Automobilfabrik se nadále zabývala už jen výrobou nákladních vozů, výrobu široké řady osobních vozů opustila. V roce 1912 po dočasném fungování pod značkou Benz-Gaggenau převzal Benz firmu SAF celou. V továrně se až do roku 2002 vyráběly kromě jiných například vozy Unimog.
Prostor v mannheimské továrně už nestačil ani pro výrobu osobních automobilů. Proto se Benz a Ganß rozhodli na už dříve zakoupeném pozemku ve Waldhofu postavit v letech 1908 a 1909 továrnu novou.
Stacionární motory – jeden z pilířů firmy – byly nadále vyráběny v továrně v centru Mannheimu. V roce 1910 zaměstnávala firma Benz & Cie. asi 2500 lidí v Mannheimu a 840 v Gaggenau.

### Benz & Cie., Rheinische Automobil- und Motorenfabrik AG

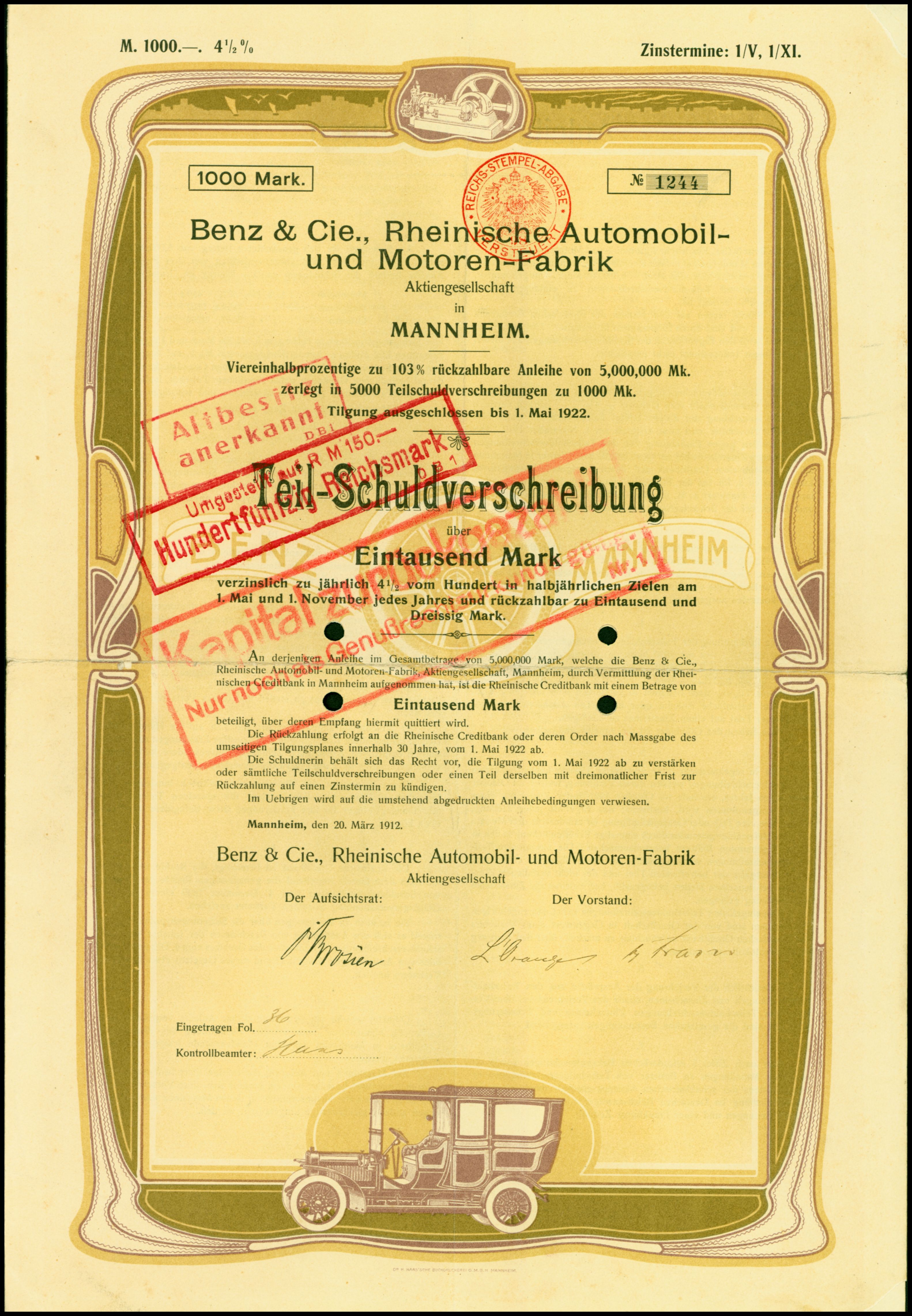
Historický cenný papír Benz & Cie. z roku 1912

Vzhledem k tomu, že výroba automobilů se stala hlavním výrobním programem, v srpnu 1911 se změnil název společnosti na „Benz & Cie., Rheinische Automobil- und Motorenfabrik AG“.
Od roku 1911 vyráběla firma Benz & Cie. opět i malé automobily s objemem do 2 litrů, které se staly základem válečné a poválečné produkce.
Carl Benz se po Mezinárodní automobilové výstavě v Berlíně v roce 1921 zajímal například i o revoluční Rumpler Tropfenwagen jako o perspektivní závodní vůz. Zakoupil proto od Edmunda Rumplera v roce 1922 licenci. Od roku 1922 vznikl z této spolupráce prototyp otevřeného cestovního vozu, téměř shodný s Rumplerovým Tropfenwagenem, ale s logem Benz. Benz však později spolupráci s Rumplerem ukončil, protože sportovní automobil „Benz-Tropfenwagen“, vyráběný od roku 1923 v malém počtu, nebyl komerčně úspěšný.
Před a během první světové války byly v Mannheimu vyráběny i letecké motory (Benz Bz III).
V roce 1922 byla výroba stacionárních motorů Benz oddělena a prodána jako celek berlínské finanční skupině Fonfé. Provoz v továrně v mannheimské místní části Innenstadt pokračoval pod názvem „Motoren-Werke Mannheim AG“ (MWM) dále.

#### Lokomotivy
Od přelomu století vyráběla firma v Mannheimu také malé dvounápravové parní lokomotivy, převážně pro důlní a zemědělské dráhy.

### Fúze s Daimlerem
Od roku 1921 získával berlínský burzovní spekulant a největší obchodník s automobily v Německu Jakob Schapiro řadou smělých finančních transakcí, barterových obchodů a kompenzací ve společnosti Benz stále významnější postavení. Nakonec se stal členem dozorčí rady a v roce 1924 už vlastnil 60 % akcií Benz & Cie. AG.
Podobným stylem získal vliv v dalších německých automobilkách, kromě jiného v Daimler-Motoren-Gesellschaft (DMG) ve Stuttgartu, NAG v Berlíně, Hansa-Lloyd v Brémách a NSU Motorenwerke v Neckarsulmu. Svými spekulacemi přivedl Schapiro všechny tyto firmy na pokraj bankrotu. Nadále se udržela pouze firma Daimler, pravděpodobně díky své ekonomické síle.
Předseda dozorčí rady Benz & Cie., Wilhelm Kissel, započal v roce 1924 jednání o fúzi s bývalým konkurentem DMG. Obě firmy nějakou dobu spolupracovaly i prodeji automobilů. V roce 1925 se stal Kissel také předsedou dozorčí rady DMG. 1. července 1926 splynuly obě firmy v poměru 654 (Daimler) : 346 (Benz) v novou společnost Daimler-Benz AG se sídlem ve Stuttgartu-Untertürkheimu.

## Automobily
osobní vozy
- Benz Patent Motorwagen
  - No.1
  - No. 3 – s tímto vozem uskutečnila Bertha Benzová první dálkovou jízdu v automobilu.[5]
  - Benz Victoria
  - Benz Velo
- Benz Ideal
- Benz Break
- Benz Parsifal
- Benz Dos-à-Dos
- Benz 39/100 PS
- Benz 6/18 PS
- Benz 16/50 PS
- Benz Typ 260

sportovní a závodní vozy
- Benz Rennwagen
- Blitzen Benz
- Benz Prinz-Heinrich Wagen
- Benz Tropfenwagen

## Galerie

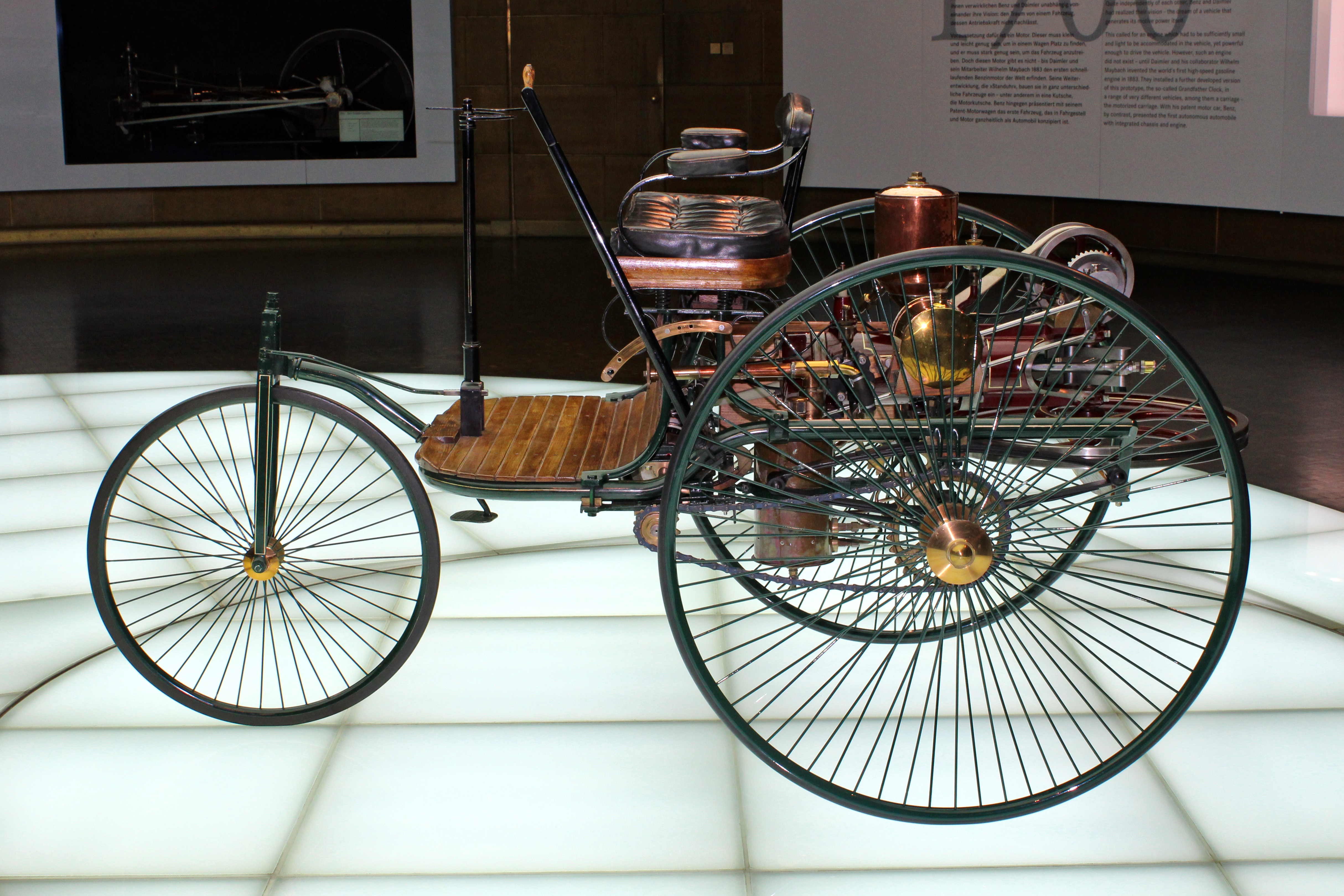
Benz Patent-Motorwagen No. 1 (1886)
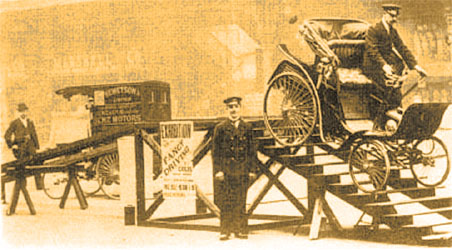
Prezentace vozu Benz Velo v Londýně (1898)
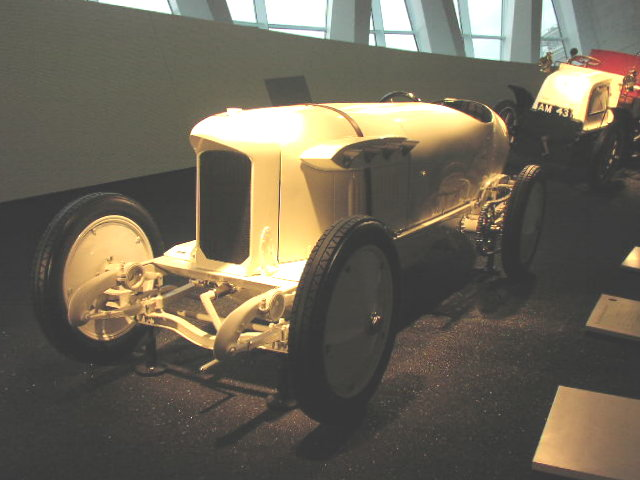
Blitzen-Benz (1909)
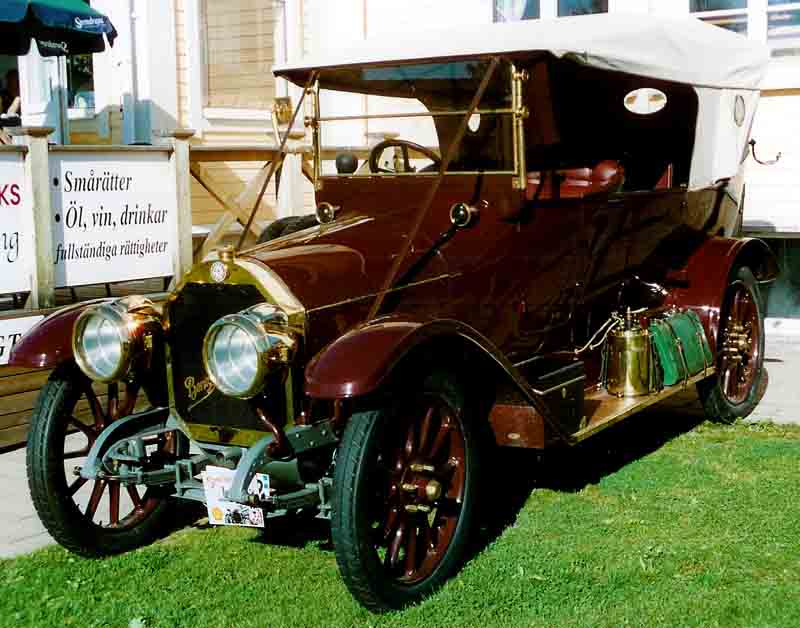
Benz 16/40 PS (1913)
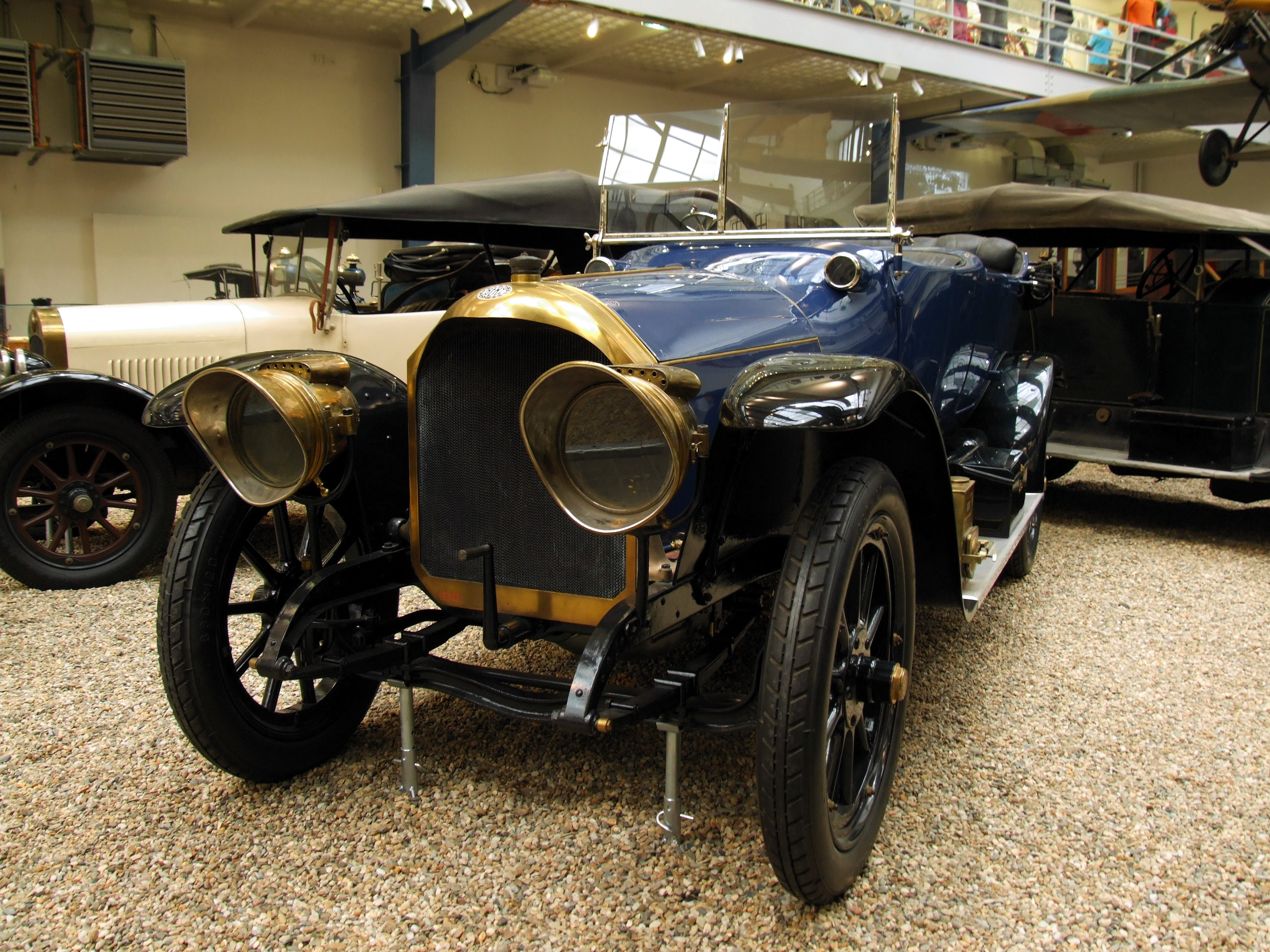
Benz 16/40 HP (1914)
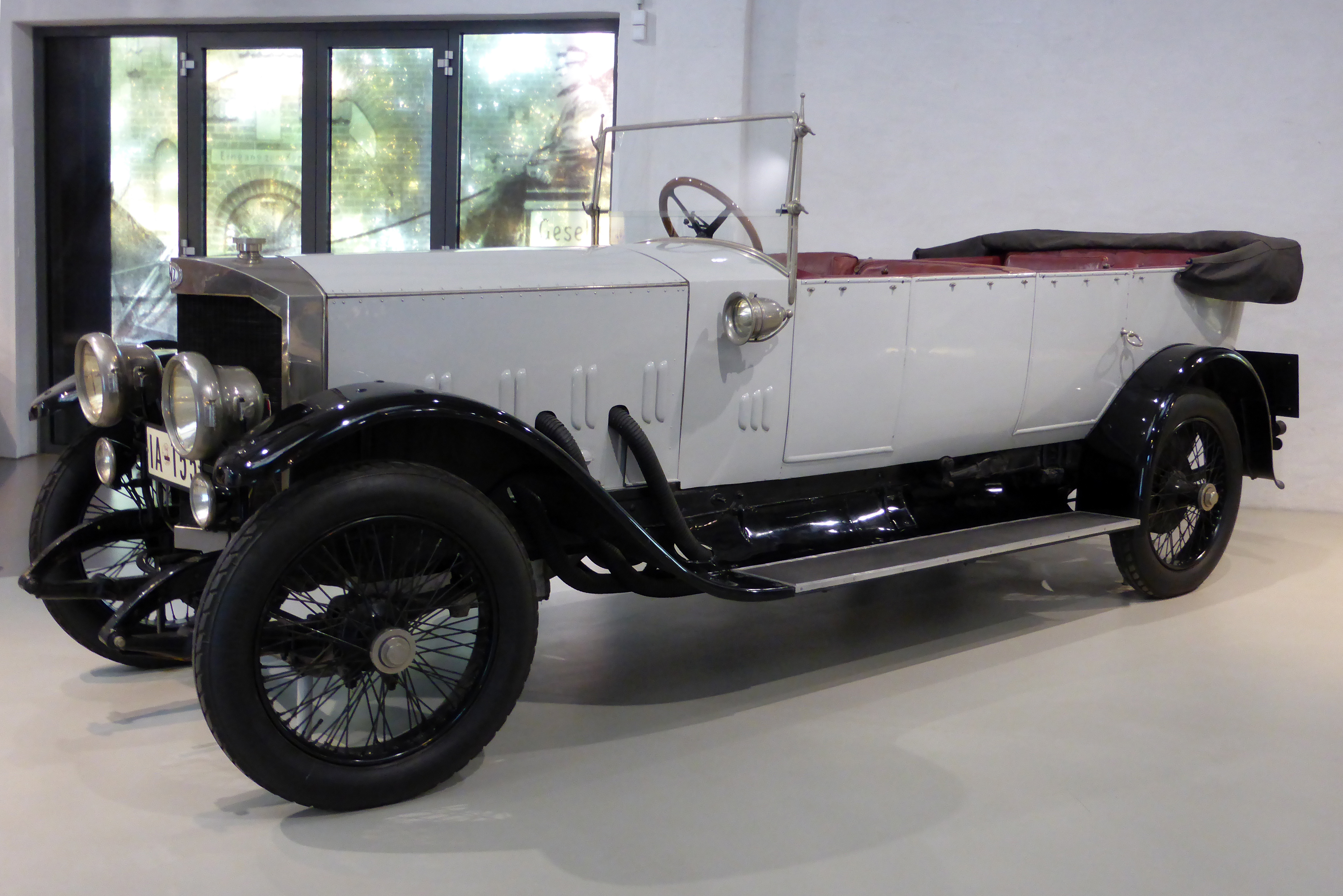
Benz 21/50 PS (1914) zvláštní karoserie firmy Josef Neuss z Berlína-Halensee pro K. M. von Lichnowskyho.